# Biebergraben
Der Biebergraben ist ein Meliorationsgraben und ein linker Zufluss des Hammerfließes in Brandenburg.

## Verlauf
Während der Horstgraben Horstwalde die südöstlichen Teile der Flemmingwiesen entwässert, wurde der Biebergraben angelegt, um die südwestlichen Teile urbar zu machen. Zwischen beiden Flächen liegt der Horstgrabenweg, der von Lynow über den Wohnplatz Horstmühle nach Horstwalde führt. Der Biebergraben verläuft vom Horstgrabenweg zunächst rund 1830 m in westlicher Richtung. Dort fließt von Norden der Graben 0.48.1.7 zu (GKZ 584482). Der Biebergraben verläuft weiterhin in westlicher Richtung und dort südlich der rund 100 Meter breiten Strichdüne Langer Horst (auch Lange-Horst-Berge genannt). Von Süden fließt nach rund 1120 m der Wolfsbuschgraben zu. Der Biebergraben unterquert nach rund weiteren 910 m in westlicher Richtung die Landstraße 70 und verläuft südlich von Dümde rund 2,4 km in westnordwestlicher Richtung. Dort schwenkt er nach Norden und entwässert nach rund 1,5 km in das Hammerfließ.